# Fudbalski Klub Mogren
La Fudbalski Klub Mogren anche conosciuta come FK Mogren o più semplicemente Mogren, è una società calcistica montenegrina con sede nella città di Budua. Nella stagione 2012-2013 milita in Prva crnogorska fudbalska liga, massima divisione del campionato montenegrino di calcio.

## Storia
Fondato nel 1920 come FK Budva dal 2006 gioca nella prima divisione del campionato di calcio del proprio paese che è posto sotto l'egida della Federazione calcistica del Montenegro.
Nel 2008 ha vinto il primo trofeo della propria storia, la Coppa del Montenegro, battendo in finale il Budućnost Podgorica.
Nella stagione 2008-2009 ha vinto lo scudetto e ha ottenuto la qualificazione ai preliminari di Champions League.
Nella stagione 2009-2010 ha partecipato alla UEFA Champions League 2009-2010 partendo dal terzo turno preliminare dove ha affrontato i maltesi dell'Hibernians FC sconfiggendoli per 6-0 tra andata (2-0) e ritorno (4-0). L'eliminazione è arrivata al secondo turno preliminare per mano del FC København che ha vinto sia la gara di andata che quella di ritorno per 6-0.

## Palmarès

### Competizioni nazionali
- Crnogorska republička liga: 1

1980-1981
- Campionato montenegrino: 2

2008-2009, 2010-2011
- Coppa del Montenegro: 1

2007-2008
- Druga liga SR Jugoslavije: 2

1997-1998 (girone ovest), 2001-2002 (girone sud)

### Altri piazzamenti
- Campionato montenegrino:

Terzo posto: 2007-2008, 2009-2010
- Coppa del Montenegro:

Semifinalista: 2013-2014
- Druga liga SR Jugoslavije:

Terzo posto: 2000-2001 (girone sud)

## Statistiche e record

### Statistiche nelle competizioni UEFA
Tabella aggiornata alla fine della stagione 2018-2019.
| Competizione                  | Partecipazioni | G | V | N | P | RF | RS |
| ----------------------------- | -------------- | - | - | - | - | -- | -- |
| UEFA Champions League         | 2              | 6 | 2 | 0 | 4 | 7  | 17 |
| Coppa UEFA/UEFA Europa League | 2              | 6 | 3 | 1 | 2 | 8  | 7  |